# Charly Antolini
Pour les articles homonymes, voir Antolini.
Charly Antolini, né le 24 mars 1937 à Zurich, est un batteur suisse.

## Biographie
En 2004, il forme un groupe nommé Drum Legends avec Herman Rarebell et Pete York.
Il vit à Munich et joue régulièrement avec son propre groupe, Jazz Power.

## Discographie[1]

### Albums studio
- 1966 : Drum Beat
- 1968 : Soul Beat
- 1971 : Jazz Magazine
- 1972 : In the Groove
- 1979 : Knock Out
- 1979 : Special Delivery
- 1980 : Countdown
- 1981 : Crash
- 1982 : Bop Dance
- 1982 : Menue
- 1983 : Finale
- 1985 : Caravan
- 1989 : A Swinging Affair
- 2000 : Knock Out 2000
- 2001 : The Jubilee 1996
- 2013 : Different Stroke
- 2013 : Good Time Together

### Album live
- 1978 : Jazz Power Live
- 1992 : Charly Antolini Meets Dick Morrissey
- 2001 : Swing Kings

### Compilation
- 1999 : Crash / Countdown
- 2007 : Power Drummer